# NGC 5622
NGC 5622 (другие обозначения — UGC 9248, MCG 8-26-32, ZWG 247.28, KARA 630, IRAS14244+4847, PGC 51541) — спиральная галактика (Sb) в созвездии Волопас.
Этот объект входит в число перечисленных в оригинальной редакции «Нового общего каталога».